# Rödmurarbi
Rödmurarbi (Osmia bicornis, även Osmia rufa) är ett solitärt bi i släktet murarbin. Det vetenskapliga namnet är omstritt; de flesta källor förefaller att använda namnet Osmia bicornis och betraktar O. rufa som en äldre namnform, men bland andra Integrated Taxonomic Information System (ITIS) anger det vetenskapliga namnet till Osmia rufa och betecknar O. bicornis som felaktigt. ITIS anger dock Linné som auktor även för O. rufa.

## Utseende
Arten når en kroppslängd omkring 8 till 13 millimeter, hanen något mindre än honan och med tydligt längre antenner. Mellankroppen har gråbrun päls, de tre första tergiterna (bakkroppssegmenten) orangebrun sådan, medan de sista tergiterna är svarthåriga. Bukpälsen är gulbrun.

## Ekologi
Rödmurarbin förekommer vid skogskanter, skogsgläntor, häckar, parker och trädgårdar. Flygtiden varar från mars till maj för hanarna, slutet av juni för honorna. Arten är ingen födospecialist utan besöker ett stort antal blommande växter för att hämta pollen och nektar.

### Fortplantning
Honan bygger sina larvceller i många olika former av hålrum, med 20 eller, om utrymmet medger, upptill 30 celler i rad. På sina håll betraktas arten som något av ett skadedjur, eftersom det bygger sina bon i löst murbruk och på så sätt kan skada murade konstruktioner. Avkomman övervintrar som fullbildad insekt i puppkokongen.

## Utbredning
Rödmurarbiet förekommer i stora delar av Europa och norra Afrika. För mer exakt utbredning, se under Taxonomi nedan.

## Taxonomi
Arten är uppdelad i följande underarter:
- Osmia bicornis bicornis – Södra Sverige, Danmark, England, Iberiska halvön, Korsika, Sardinien
- Osmia bicornis cornigera - Syd- och Mellaneuropa till Östeuropa
- Osmia bicornis fracticornis - Mallorca och Nordafrika[4]